# Дэн Лицюнь
Дэн Лицю́нь (кит. трад. 鄧力群, упр. 邓力群, пиньинь Dèng Lìqún; 27 ноября 1915 — 10 февраля 2015) — китайский партийный деятель, член Секретариата ЦК КПК (1982—1987), заведующий отделом пропаганды ЦК КПК (1982—1985).

## Биография
Родился в семье богатого землевладельца. Его старший брат был председателем националистического правительства провинции Хунань.
В 1935 г. отправился в столицу, поступив сначала в Пекинскую академию, а год спустя — на экономический факультет Пекинского университета. Участник Движения 9 декабря. В 1936 г. вступил в ряды Коммунистической партии Китая, после этого бросил учёбу.
В годы Гражданской войны в 1949 г. в провинции Синьцзян участвовал в подавлении сопротивления местного уйгурского населения и в проведении земельной реформы. Тем не менее, чиновники Северо-Западного бюро КПК были встревожены широким использованием насилия и средств принуждения. В результате политик был снят со своей должности в Синьцзяне. Впоследствии являлся секретарем председателя КНР Лю Шаоци и заместителем главного редактора издания теоретического партийного издания «Хунци». В годы Культурной революции был обвинен в контрреволюционной деятельности, прошел через допросы в Шицзячжуане. Был политически реабилитирован в 1974 г., получил назначение на должность руководителя службы политических исследований Государственного Совета КНР, а позже — вице-президента Китайской академии социальных наук (1978—1980).
Во время Культурной революции подвергнут «чистке», был реабилитирован в 1970 г.
- 1982—1987 гг. — член Секретариата ЦК КПК,
- 1982—1985 гг. — заведующий отделом пропаганды ЦК КПК. Сыграл большую роль в смещении с должности либерального Генерального секретаря ЦК КПК Ху Яобана. Рассматривался его возможным преемником от консервативных кругов в КПК[1]. Однако Дэн Сяопин провел на этот пост своего ставленника Чжао Цзыяна[2], а на XIII-м съезде партии при выборах в руководящие органы Дэн Лицюнь получил наименьшее число голосов среди кандидатов в ЦК КПК и соответственно не мог быть избран в состав Политбюро ЦК КПК, несмотря на то, что это воспринималось как компенсация за несостоявшееся избрание в качестве генсека КПК в 1987 году[1].

В 1992 году не был избран в качестве делегата на XIV-й съезд КПК, после чего фактически завершил политическую карьеру, однако оставался активным критиком властей до момента своей смерти.
Был известен как приверженец левых убеждений и сторонник жесткой линии, публично осудил стремление Дэн Сяопина к экономическим реформам в статье «Высоко держать знамя диктатуры пролетариата» (1992). В 2001 г. опубликовал открытое письмо, осуждающее так называемую теорию «тройного представительства», теоретический вклад Цзян Цзэминя в коммунистическую идеологию, которая, по существу разрешала представителям бизнеса развивать карьеру в Коммунистической партии. Являлся одним из ведущих критиков «теории мирной эволюции», поскольку усматривал в распространении либерально-демократической культуры и идей путь к постепенному демонтажу коммунистической структуры власти в Китае.